# Гиппиус, Сергей Васильевич
Сергей Васильевич Гиппиус (20 января 1924 — 7 августа 1981) — советский актёр, театральный педагог, режиссёр дубляжа, кинорежиссёр.

## Биография
В 1949 году окончил актёрский, а в 1950 режиссёрский факультеты Ленинградского театрального института им. А. Н. Островского.
- С 1942 по 1945 — участник Великой Отечественной войны.
- С 1950 года работал Ленинграде. Преподавал в драматической студии Дома культуры им. Первой пятилетки и был режиссёром в Театре Балтийского Флота.
- С 1957 — режиссёр дубляжа, с 1960 — режиссёр киностудии «Ленфильм».
- В 1962—1979 — педагог кафедры драматического искусства ЛГИТМиКа.
- В 1979—1981 — заведующий кафедрой актёрского мастерства Дальневосточного института искусств.

Автор многочисленных статей и книг о кино и театре.
В 1967 году он издал сборник из 202 актёрских упражнений: Гимнастика чувств. В последующих изданиях число упражнений было доведено до 400.
Многие из упражнений, собранных С. В. Гиппиусом под обложкой «Гимнастики чувств», возникли ещё в педагогической практике К. С. Станиславского, В. И. Немировича-Данченко и их учеников, преподававших в студиях Художественного театра. Сам С. В. Гиппиус видел свой вклад в том, что собрал их воедино, расположил в определённой методической последовательности и осмыслил с научных позиций. Многие упражнения есть плод многолетней педагогической работы самого автора, в течение практически всей своей профессиональной жизни преподававшего актёрское мастерство студентам Ленинградского института театра, музыки и кинематографии.

## Фильмография

### Режиссёр
- 1960 — Анафема
- 1962 — Мальчик с коньками

### Режиссёр дубляжа
- 1954 — Рапсодия
- 1957 — Швейк на фронте
- 1957 — Бравый солдат Швейк